# A Little Bit of Mambo
A Little Bit of Mambo è il primo album in studio del cantante tedesco Lou Bega, pubblicato il 19 luglio 1999.
Grazie soprattutto al singolo Mambo No. 5, il disco è stato certificato disco di platino in oltre dieci Paesi.

## Tracce
1. Mambo No. 5 (A Little Bit of...) – 3:39
2. Baby Keep Smiling – 3:10
3. Lou's Café – 0:59
4. Can I Tico Tico You – 2:52
5. I Got a Girl – 3:13
6. Tricky, Tricky – 3:24
7. Icecream – 3:48
8. Beauty on the TV-Screen – 4:03
9. 1+1=2 – 4:02
10. The Most Expensive Girl in the World – 3:44
11. The Trumpet Part II – 6:03
12. Behind Stage – 1:17
13. Mambo Mambo – 3:00

## Classifiche

### Classifiche settimanali
| Classifica (1999-00) | Posizione massima |
| -------------------- | ----------------- |
| Australia            | 19                |
| Austria              | 1                 |
| Belgio (Fiandre)     | 17                |
| Belgio (Vallonia)    | 43                |
| Canada               | 1                 |
| Finlandia            | 1                 |
| Francia              | 8                 |
| Germania             | 3                 |
| Norvegia             | 3                 |
| Nuova Zelanda        | 28                |
| Paesi Bassi          | 17                |
| Regno Unito          | 50                |
| Stati Uniti          | 3                 |
| Svezia               | 20                |
| Svizzera             | 1                 |

### Classifiche di fine anno
| Classifica (1999) | Posizione |
| ----------------- | --------- |
| Australia         | 53        |
| Austria           | 15        |
| Germania          | 47        |
| Stati Uniti       | 61        |
| Svizzera          | 23        |
| Classifica (2000) | Posizione |
| Francia           | 63        |
| Stati Uniti       | 36        |